# Тадас Блінда
Та́дас Блі́нда (лит. Tadas Blinda, * 1846, с. Кінчюляй [Kinčiuliai], Тельшяйський повіт, Жемайтія — † 22 квітня 1877) — литовський народний герой, «народний месник» 19 століття. Став прообразом для популярних книг, п'єс, фільмів, його часто порівнюють із Робін Гудом.

## Біографічна канва
Народився в заможній родині вільних (державних) селян. У віці 20 років успадкував від батька-лісника 40 га землі. Одружився з дівчиною на ім'я Барбара, мав трьох дочок: Єву, Ону/Анну та Марійону/Мар'яну (збереглося свідоцтво про шлюб), став сільським старостою.
Є кілька версій того, що стало поворотним моментом у його житті. За однією, він брав участь у повстанні 1863 року і був засуджений до заслання в Сибір. За іншою, господар тих земель, граф Міхал-Міколай Огінський, наказав старості Т.Блінді за щось відшмагати кількох селян, а у відповідь на відмову сам ударив Блінду батогом. Той вихопив батіг, ударив графа, а відтак утік до лісу.
Він опинився поза законом. З групою послідовників переховувався у Бівайнському (Byvainė) лісі, займався конокрадством. Згідно з переказами часто діяв перебраним на священика чи ченця. Все це відбувалося на теренах Расейняйського, Тельшяйського та Шауляйського повітів Ковенської губернії.
Його прихильники стверджували, що це був останній Робін Гуд — він забирав у багатих і роздавав бідним. Неприхильні до нього казали, що він грабував не лише панів, а й селян. Його життя та діяльність породили багато легенд й переказів, зокрема про заховані в лісах скарби.
Обставини його смерті були предметом суперечок, поки 1993 року в архівах не виявили документи царської жандармерії, з яких випливало, що Блінда як конокрад став жертвою самосуду під час Юріївського ярмарку в містечку Луоке (Luokė) 22 квітня 1877 і похований на неосвяченій землі разом із самогубцями в кутку місцевого цвинтаря. Жодних слідів поховання не вдалося знайти.
Як стверджували деякі свідки, за розправою над Бліндою стояв його давній ворог граф Огінський і місцева влада.

## Образ Блінди в мистецтві

### Кіно
Художній образ Тадаса Блінди вперше виник 1907 року в п'єсі литовських авторок Лаздіну Пеледа (Lazdynų Pelėda; під цим псевдонімом - Ліщинова Сова - писали сестри-письменниці Софія та Марія Іванаускайтє) та Ґабріелюса Ландсбергіса-Жемкалніса (Gabrielius Landsbergis-Žemkalnis, родич відомого політика Вітаутаса Ландсберґіса) «Блінда, урівнювач світу». У п'єсі Блінда був представлений як герой простолюду, що б'ється з польськими землевласниками та російською владою, які тоді правили Литвою. Твір був захоплено сприйнятий публікою.
Відтоді історія Блінди глибоко вкорінилася в литовській народній культурі. У міжвоєнні часи туристичні путівники описували містечко Луоке як місце поховання «великого урівнювача світу». Навіть у радянські часи цю історію використовували — вже в соціалістичній тональності — в театрах і публікаціях.
1973 — у Литовській РСР зняли 4-серійний художній телефільм «Тадас Блінда» (режисер Баліс Браткаускас / Balys Bratkauskas, автор сценарію Рімантас Шавеліс / Rimantas Šavelis, у головній ролі Тадаса Блінди — Вітаутас Томкус / Vytautas Tomkus).
У центрі телесеріалу, сповненого сценами рукопашних боїв і кінних перегонів та знятого серед чудових краєвидів Аукштайтського національного парку, був образ статного народного ватажка — супермена і мачо. Фільм, як і колись п'єса, мав у Литві великій успіх. Виконавець головної ролі ще довго отримував листи від глядачів (а надто глядачок) з вимогою «оживити» героя й зробити продовження фільму. До речі, хоч його випуск і був схвалений радянськими властями, багато хто з глядачів сприймав кінострічку як завуальований натяк на діяльність литовських партизанів 1940-х і 1950-х років.
2011 — у Литві зняли пріквел радянського фільму — Tadas Blinda. Pradzia (виробництво Taurus Films/Acme Film)
Сюжет картини: 1861 рік, Литва в складі Російської імперії. Політичні інтриги навколо скасування кріпацтва несподівано переростають в селянський бунт у віддаленому литовському селі. Кріпак Тадас Блінда несамохіть опиняється в епіцентрі подій, очоливши загін бунтарів.

### Рок-музика
Доля Тадаса Блінди вкотре була драматизована в однойменному рок-мюзиклі популярного в Литві виконавця й композитора Андрюса Мамонтовса (Andrius Mamontovas). Дебют мюзиклу відбувся у Вільнюсі 2004 року.

### Маскульт
До програми туристичного залізничного маршруту по Литві входить «пограбування потягу» Тадасом Бліндою, а місцеві пивоварні Švyturys-Utenos Alus UAB пропонують пиво марки Blindos.